# مدرسه فرهاد
مدرسه فرهاد (۱۳۳۴-۱۳۵۹) یکی از مدرسه‌های پیشگام در ایران بود که به دست توران میرهادی، روان‌شناس ایرانی بنیان گذاشته شد. او پس از تأسیس مدرسه، کودکستان، دبستان و مدرسه راهنمایی فرهاد را به یک واحد جامع تجربی تعلیمات عمومی تبدیل کرد. این مدرسه شخصیتهای شاخص بسیاری را پرورش داده‌است. این مدرسه غیردولتی و مختلط بود.
توران میرهادی در زمانی که سنت شکنی بسیار دشوار بود، سیستم آموزشی مدرسه فرهاد را با ساختارشکنی نظام آموزشی «معلم محور» ایجاد کرد. در این مدرسه کتابخانه بسیار مهم انگاشته می‌شد و کتاب غیردرسی رابط معلم و دانش آموز محسوب می‌شد. به این ترتیب توران میرهادی سعی داشت تفکر علمی را در نسل کودک و نوجوان و در جامعه تثبیت کند.
برای ایجاد عادت و علاقه به مطالعه در کودکان، هفته‌ای یک ساعت برنامه کتابخوانی در مدرسه برگزار می‌شد.
توران میرهادی دربارهٔ سیستم آموزشی این مدرسه می‌گوید: 
بزرگ‌ترین خطری که امروز آموزش و پرورش کشور ما را تهدید می‌کند، عامل اسارت‌بار رقابت است که همه‌گیر شده‌است و با وجود این عامل، نمی‌توانیم انسانهایی سازنده را به جامعه تقدیم کنیم.

ویژگی اصلی مدرسه فرهاد رقابتی نبودن آن بود. در آن مدرسه رقابت، جایزه و رتبه‌بندی وجود نداشت و هر کسی با توانایی‌های خودش سنجیده می‌شد و اگر شاگردان مدرسه فرهاد به درجات والا رسیدند به این دلیل بود که خودشان شدند. رقابت، مدارس ما را از کیفیت می‌اندازد ولی امروز تمام طرح‌های آموزش و پرورش به طرحهای رقابتی بدل شده‌است.

بیایید این رقابت را به همکاری، همیاری و مشارکت بدل کنیم تا فرزندان ما بتوانند به حداکثر توانایی‌های خود برسند و احساس آرامش بکنند 
مدرسه فرهاد، شاگرد اول نداشت. هیچ دانش آموزی در هیچ کلاسی شاگرد اول نمی شد. هر سال، گروهی از دانش آموزان یک کلاس که عملکرد بهتری در طول سال داشتند، ممتاز شناخته می شدند و گاهی دو سوم دانش آموزان بعضی از کلاسها ممتاز بودند. در حقیقت به جای اینکه فرد تشویق شود، گروه تشویق می شد و دانش آموزان از رقابت فردی اجتناب می کردند. کتاب خوب و ارزنده تنها جایزه ای بود که به دانش آموزان اهدا می شد و گاهی برای تشویق، آنها را به گردش دسته جمعی می برند.
در مدرسه فرهاد، به جای اینکه شاگردان را با هم مقایسه کنند، هر دانش آموز را با خودش مقایسه می کردند تا عملکرد تحصیلی و رفتاری او را در طول سال تحصیلی بشناسند و برای بر طرف کردن ضعفها و پرورش توانایی هایش کمک کنند. معیارهای سنجش خوب و عالی تغییر یافته بود. به جای آنکه نمره ۲۰  عالی شمره شود، از نمره ۱۶ تا ۲۰ عالی شمرده می شد. این طبقه بندی به شاگرد امکان می داد تا خود را زودتر به درجه عالی برساند و پیشرفت خود را بهتر احساس کند. همچنین گروه بیشتری از دانش آموزان به درجه عالی می رسیدند. در مدرسه فرهاد، برنامه های متنوعی تدارک دیده می شد تا دانش آموزان با اشتیاق به مدرسه بیایند. هیچ دو روز مدرسه، یکسان نبود. هر روز مساله، خبر یا کار تازه ای در جریان بود. نمایشگاه، سخنرانی، روزنامه دیواری، فیلم یا کار دسته جمعی وجود داشت. به این فعالیت ها مسابقه های ورزشی،  جشن های کتاب، بازدیدها و گردش های علمی را هم باید افزود.
توران میرهادی در کتاب جستجو در راه ها و روش های تربیت درباره روش نوین تدریس در مدرسه فرهاد می نویسد:
در تمام دوران بیست و پنج سال کار، ما درباره آموزش و پرورش به گونه ای دیگر فکر می کردیم و آن را به شیوه دیگر می خواستیم. زمانی که کلاس اول دبستان را تاسیس کردیم (1335 ه.ش) نخستین مساله ای را که به آن برخوردیم حقیر و فقیر بودن کتابهای درسی بود.  کتابهای کلاس اول با متن « آب – بابا – بار، و سار از درخت پرید، آش سرد شد » با چاپ و تصویر بد و محتوای ضعیف و نامربوط و بی هدف در برابر ما قرار داشت. تا کلاس پنجم، دانش آموزان دو کتاب بیشتر نداشتند: یک کتاب فارسی که مجموعه ای از همه درسهای فارسی، دستور، علم الاشیاء و علوم اجتماعی بود و یک کتاب ریاضی با روش بخوان و حفظ کن و بگو. میان کودکان فعال و پرشور و کنجکاوی که صدها سوال داشتند و علاقمند به آموختن بودند و با این کتابها هیچ ارتباطی برقرار نمی شد. دانش آموزان را می بایست محدود و حقیر می کردیم تا بتوانند با کتابهای درسی خود رابطه برقرار کنند، و این در واقع  برعکس روشی است که تعلیم و تربیت باید دنبال کند. 
به همین سبب چاره ای نداشتیم جز این که کتابهای درسی را کنار بگذاریم. معلم کلاس اول ما که به روش تدریس خواندن و نوشتن مسلط بود محتوای برنامه را تغییر داد و سنت گذار مدرسه شد. او محتوا را منطبق با سوالهای دانش آموزان و نیازهای آنان تنظیم کرد. شاگردان او کتاب نداشتند، بلکه دفتری داشتند که هر روز متن تازه ای وارد آن می شد. این متن تابع قوانین محدود کننده کتابهای درسی نبود. شاگردان همراه با نیاز، رشد روانی، و قدرت درکشان مطالبی را عنوان می کردند. آغاز کار مشاهده و بحث بود سپس متن ساده ای بر اساس آن می نوشتند و مصور می کردند. چنین بود که ما معلم کتابساز پیدا کردیم. توفیق در این تجربه آن قدر مشوق ما بود که سبب شد تا دست به تجربه دیگری بزنیم.
زمانی که همین شاگردان به کلاس سوم ابتدایی رسیدند، تنظیم کتاب تازه ای را به نام کتاب علوم تجربی برای آنها شروع کردیم. شاگردان برنامه ساز شدند. آنها اجازه یافتند هفته ای یک روز درباره موضوع دلخواه خود از معلم سوال کنند. معلم درباره موضوعهایی که بچه ها معین می کردند مطالعه و تحقیق می کرد و وسایل آزمایش و کتابهای مربوط به موضوع و تصاویر مناسب را به کلاس می آورد. بعد از آزمایش، مشاهده تصاویر و بحث و بررسی و احیانا مطالعه بخشهایی از کتب موجود درباره آن موضوع، نتیجه کار به صورت متنی در می آمد و روی تخته سیاه نوشته می شد. 
دانش آموزان آن متن را در دفترشان وارد می کردند و سپس به مصور کردن آن می پرداختند. در پایان سال هر دانش آموز عملا یک کتاب علوم تجربی داشت. این کتاب برای ما خیلی با ارزش شد، زیرا از یکسو نیازهای دانش آموزان را  در برداشت و از سوی دیگر روشهایی را که با کمک آنها می توانستیم طبیعت، و مسائل علمی را بشناسانیم به ما می نمایاند. 
این تجربه نیز الهام بخش برنامه دیگری شد. از خود پرسیدیم که چرا فقط به بررسی محیط طبیعی پرداخته ایم؟ آیا نمی توانیم محیط اجتماعی را هم بررسی کنیم؟ این سوال باعث شد که در کلاس دوم ابتدایی مطالعه شهر تهران را در برنامه بگنجانیم. با دانش آموزان به گردش علمی رفتیم. از دامنه کوههای شمالی تهران تا کوره های آجرپزی را، که آن زمان، هنوز در جنوب تهران بود، همه را زیر پا گذاشتیم. از نظر تاریخی عکسهایی از گذشته شهر تهران جمع آوری کردیم. تعدادی از موزه های تهران را دیدیم، با محله های قدیمی شهر آشنا شدیم، از نظر زمین شناسی هم با جمع آوری نمونه هایی از سنگها و ماسه و خاک رس مطالعاتی انجام دادیم. سپس شهر قدیمی را نقاشی کردیم. حاصل کار ما آلبوم بزرگی شد که کار دسته جمعی دانش آموزان بود. این آلبوم، عکس و تصویر و نوشته داشت. از هر گردشی که برمی گشتیم، بحث عمومی داشتیم و نتیجه بحث روی تخته سیاه به صورت یک متن آماده در می آمد و در آلبوم شهر ما تهران وارد می شد.

توران میرهادی درباره پرورش قدرت خلاقه دانش آموزان مدرسه فرهاد در کتاب جستجو در راه ها و روش های تربیت می نویسد:
در کار پرورش قدرت خلاقه به دو دسته از عوامل برخوردیم: دسته اول، عوامل تقویت کننده؛ دسته دوم عوامل بازدارنده.
عوامل تقویت کننده، عواملی هستند که به غنی کردن ذهن، حوزه عمل و فنون ارائه دهنده کمک می کنند.
مشاهده مستقیم یکی از آنهاست. ما دانش آموزان را به حیاط مدرسه می بردیم و از آنها می خواستیم درختی بکشند. آنها در ترسیم درخت آزاد بودند. دور یا نزدیک، پر رنگ یا کمرنگ برای ما مهم نبود. از کدام زاویه درخت نقاشی می شد آنهم مهم نبود. این نوع کار، با مدل قرار دادن روبروی دانش آموزان در کلاس تفاوت بسیار دارد. اولی تقویت کننده خلاقیت است و دومی بازدارنده.
دیگری بازی است. با دانش آموزان بازی ترتیب می دادیم و سپس از آنها می خواستیم آن را تصویر کنند.
قصه می گفتیم یا با هم قصه می ساختیم و بعد آن را به صورت تصویر بازآفرینی می کردیم.
وقتی به دانش آموزانی بر می خوردیم که از کاغذ و رنگ وحشت داشتند، بازی روی کاغذ را عنوان می کردیم. از دانش آموزان می خواستیم مداد خود را بر کاغذ سفید بگذارند و بعد با مداد در همه گوشه و کنارهای صفحه کاغذ سیر و سیاحت کنند. حاصل آن نقش در هم برهمی می شد. سپس از آنها می خواستیم قطعات متعدد این نقش را به رنگهای متفاوت در بیاورند. حاصل عموما رنگ آمیزی جالب توجهی به دست می داد و ترس دانش آموز را از کاغذ و مداد و رنگ از بین می برد.
برای هر کلاس وسیله کار دیگری در نظر می گرفتیم یا هر سه ماه وسیله کار را تغییر می دادیم. عموما در کودکستان، گچ، مداد شمعی، مداد رنگی، ماژیک، آب رنگ، نقاشی با انگشت، چسباندن قطعات کاغذ و پارچه و پولک آزاد و موم و خمیر به کار گرفته می شد ولی در دبستان مداد شمعی، ماژیک، مداد رنگی، پاستل و آبرنگ از کلاس اول تا پنجم به عنوان وسیله اصلی مورد استفاده قرار می گرفت و در کلاسهای راهنمایی رنگ روغن و انواع پاستل و رنگ پوستر بیشتر کار می شد.
گاه مربی کودکستان یا معلم هنر با استفاده از اجزاء نقاشیهای همه شاگردان تابلوی بزرگی درست می کرد. دهکده با خانه ها، جنگل با درختان و حیوانات، گلزار با انواع گلها و سبزه ها، آسمان و انواع پرندگان، فرودگاه با هواپیماها و هلیکوپترها، خیابان با خانه ها و وسایل نقلیه و... مدرسه با دانش آموزان، راه پیمایی با انبوه مردم و... دانش آموزان با مشاهده این کار دسته جمعی شوق تازه ای در خود احساس می کردند و قدرت بیشتری می یافتند.
کار گروهی، همواره جزئی از برنامه بود – دانش آموزان می توانستند بین پنج موضوع یکی را انتخاب کنند و بر اساس آن با هم به مشورت و تبادل نظر بنشیند و طرح اولیه خود را به وجود آورند. کارهای گروهی عموما از زیباترین آثار کودکان می شد.
در مورد دانش آموزان دوره راهنمایی، مطالعه آثار هنرمندان بزرگ، رفتن به موزه ها، بررسی انواع هنرها، آشنایی با تاریخ هنر ایران، مجموعه ای از عوامل تقویت کننده را به وجود می آورد.
از آموزش فنی نیز عامل تقویت کننده ساختیم به این ترتیب که طرز آمیختن رنگها، طرز استفاده از قلم مو، چاپ با سیب زمینی، استفاده از چوب و شمع کف پوش برای چاپ (طرح قلمکار گونه) حوزه عمل دانش آموزان را غنی می کرد.
در هر حال در تمام این فعالیتها معلم هنر توجه داشت که آزادی دانش آموز حفظ شود تا او تواناییهای خود را کشف کند و پرورش دهد. 
توران میرهادی درباره کتابخانه، آزمایشگاه و تکالیف نوروزی مدرسه فرهاد در کتاب جستجو در راه ها و روش های تربیت می نویسد: یکی از نخستین اقدامات ما در جهت خودیاری، به وجود آمدن کتابخانه مدرسه بود که از پنجاه جلد کتاب اهدایی دانش آموزان شروع شد تا به حدود هشت هزار جلد کتاب رسید و مثل هر کتابخانه آموزشگاهی مجهز، بخشهای کتابهای علمی و مرجع آن بتدریج جوابگوی بسیاری از سوالات نسل جوان و پژوهشگر می شد و به صورت یک مرکز تحقیق و کارآموزی از طرفی برای برنامه ریزان درسی و از طرف دیگر برای کتابداران سایر مدارس در آمده بود.
این کتابخانه با کمک دانش آموزان و والدین مرکز منابع آموزشی فعالی شد. مخزن بزرگی از تصاویر آموزشی، اسلاید و فیلم استریپ، آلبوم های گوناگون، روزنامه های دیواری به کار آن ابعاد گسترده ای داده بود. کار آنقدر وسعت پیدا کرد که مرکز تکنولوژی آموزشی بتدریج از کتابخانه جدا شد و فضای جداگانه ای را به خود اختصاص داد.
کتابخانه، با برنامه منظم ایجاد عادت به مطالعه در دانش آموزان، برنامه امانت کتاب و برنامه های بزرگ، برنامه های درسی را از محدوده کتابها خارج می کرد و با زندگی و نیازهای دانش آموزان منطبق می ساخت.
در تهیه وسایل آزمایشگاهی نیز از طریق خودیاری پیش رفتیم. برنامه از یک گنجه کوچک در راهروی مدرسه شروع شد و بتدریج گسترش یافت تا جایی که آزمایشگاه و موزه مدرسه یک مرکز فعال برای همه دانش آموزان پنج تا چهارده سال ما شد. هر کس به سفر می رفت بهترین ارمغانی که می توانست برای مدرسه بیاورد، نمونه های مواد مختلف، تصاویر، نشریات و نقشه ها، آثاری از هنرهای دستی بومی بود. شاگردان ما عموما در سفرهای نوروزی و تابستانی به جمع آوری انواع مواد می پرداختند. گوش ماهی، گیاهان خشک شده، مواد نفتی و مشتقات نفت و... علاوه بر آن عموما نمونه هایی از حیوانات زنده، مثل پرندگان یا خرگوش، گربه، سگ و اردک و... بطور موقت مهمان مدرسه می شدند. مطالعه مستقیم این حیوانات هیجان زیادی در دانش آموزان ایجاد می کرد. نمونه هایی نیز از گیاهان و حیوانات خشک شده یا نگه داری شده در الکل به مدرسه اهدا می شد. نوروز فرصت خوبی بود تا نیازهای گوناگون دانش آموزان را از طریق خودیاری برطرف کنیم. به همین سبب به جای تکالیف آموزشی، تمرین و رونویسی و امثال آن طرحی بزرگ تنظیم می کردیم. هر یک از دانش آموزان گوشه ای از طرح را انجام می داد. از آن جمله است تهیه دو فرهنگنامه موضوعی و الفبایی، در دو سال متفاوت. در فرهنگنامه اول هر کلاس می بایست موضوعی را انتخاب کند. کلاسهای اول میوه های ایران، کلاسهای دوم گیاهان ایران، کلاسهای سوم جانوران ایران، کلاسهای چهارم رودها و دریاچه ها و کوههای ایران، کلاسهای پنجم استانهای ایران، کلاسهای ششم تاریخ ایران و بزرگان ادبیات فارسی را انتخاب کردند. به هر دانش آموز موضوعی برای تهیه داده شد و او می بایست درباره آن از طریق پرسش، مطالعه و جستجو، مطالبی جمع آوری کرده آنها را در صفحات بزرگ  دفتر نقاشی، نوشته با تصویر و نقشه تنظیم کند. جمع آوری، تصحیح و بازنویسی این صفحات تا پایان فروردین ماه طول می کشید. پس از آن فهرست الفبایی هر جلد را نوشته مجموعه را به صحافی دادیم و فرهنگنامه ای موضوعی در هشت جلد به دست آوردیم. در فرهنگنامه دوم این کار نظمی دیگر یافت و مطالب بطور الفبائی کنار هم قرار گرفت. بدین ترتیب دو کتاب مرجع قابل استفاده برای دانش آموزان، تهیه شده توسط خودشان، به دست آمد. در میان تکالیف دیگر نوروزی ما، می توان از نویسندگی خلاق، داستان نویسی و تهیه کتاب، تهیه مجله، تهیه روزنامه دیواری، مطالعه طبیعت، آزمایشهای ساده و شرح آن، گردشی در استانهای ایران، سیری در کشورهای جهان، سفرنامه، یادداشتهای روزانه، تهیه مجموعه تصاویر حیوانات و جانوران و لغتنامه کودکان و نوجوانان نام برد. حاصل هر یک از این تکالیف، مرکز منابع ما، مثل کتابخانه ، آزمایشگاه و مرکز تکنولوژی را غنی و کاملتر می کرد. 
توران میرهادی درباره ایجاد و پرورش روحیه تعاونی و تقویت آن در مدرسه فرهاد در کتاب جستجو در راه ها و روش های تربیت می نویسد:
ما در مدرسه فرهاد، ایجاد و پرورش روحیه تعاونی و تقویت آن را هدف قرار داده بودیم؛ می خواستیم سنت مذهبی " هر چه داری با همسایه ات تقسیم کن " بین دانش آموزان، به صورت عملی اجرا شود؛ می خواستیم به کار جمعی در اشکال گوناگون بپردازیم. می خواستیم آنها ایثار را از همان کودکی بیاموزند و از آنچه مال خود می دانستند با رضایت جدا شوند، از آنچه دارند به نفع دیگران استفاده کنند و از این کار لذت ببرند، و روحیه خدمت کردن پیدا کنند.
سازمان دادن این کار به گونه ای شوق انگیز، همراه با تداوم لازم، بدون حالت نمایشی بلکه واقعی، آسان نبود. ما همواره فعالیتهای تعاونی را در دو جهت تنظیم می کردیم:
1. تعاونی در مدرسه و خانواده 2. تعاون در خارج از مدرسه و مدارس و سازمانهای دیگر
تعاون در داخل مدرسه و خانواده
سپردن اداره مدرسه به دانش آموزان، کمک به امور ناهارخوری، اداره کلاسها در مواقع اضطراری (مثل یخبندان و برف و بوران ) توسط شاگردان بزرگتر، کمک به مربیان کودکستان در مواقع ناهار و خواب، اجرای برنامه بازیهای آموزشی در ساعات استراحت بعد از ظهر، به عهده گرفتن نظافت مدرسه، کمک در گلکاری، کارهایی بود که همه دانش آموزان در آن شرکت داشتند. " هر چه داری با دوستت تقسیم کن "، کارهای گروهی داخل کلاس، تدریسهای انفرادی توسط خود دانش آموزان، ایجاد روحیه تعاونی در داخل کلاسها را در زمینه های مختلف تقویت می کرد.
در هنگام نوروز، در روز خانواده، و در برنامه تابستانی، دانش آموزان همواره تشویق می شدند که در جهت خانواده و دوستان کار کنند. کارتهای تبریک را به دست خود تهیه می کردند، عیدی نوروز خانواده را که عموما یک تقویم اختصاصی بود، خود می ساختند و در خانه مسئولیت قبول می کردند.
روحیه حاکم بر مدرسه، در جهت نوعدوستی و همکاری و خدمت تقویت می شد. فردگرایان خودپسند عموما منزوی می شدند. با برنامه خودسازی و قهرمانی، امکان این را می یافتیم با این دانش آموزان به صحبت بنشینیم، خودخواهی و خودپسندی و خود محوری را با آنها تجزیه و تحلیل کنیم و آنها را به سمت کارهای مفید به حال جمع سوق دهیم.
تعاون در خارج از مدرسه و مدارس و سازمانهای دیگر
کوشش ما این بود که هر سال لااقل دو برنامه بزرگ تعاونی اجرا کنیم. یک برنامه همواره در نوروز، انجام می شد و با توجه به اینکه روز جهانی کتاب کودک، در 14 فروردین برگزار می شد، زمینه مناسبی برای کار ما ایجاد می کرد. اهداء کتاب به مدارس دیگر، کمک به تاسیس کتابخانه مدرسه، علاقه مند کردن کودکان روستاها به مطالعه، هدف این برنامه تعاونی بود. از همه دانش آموزان از کوچکترین تا بزرگترین آنها دعوت می کردیم از عیدیهای خود کتابی برای دوستی ناشناس تهیه کنند، برای او نامه ای همراه با پیامی بنویسیند، یا نقاشی کنند و در نخستین روز باز شدن مجدد مدرسه در سال نو، آن را به مدرسه بیاورند. در روز چهاردهم فروردین و روزهای پس از آن، نمایشگاهها ابتکار خاص به خرج می دادند. درخت کتاب روی دیوار درست می کردند و... قصه های کتابها را می خواندند. پس از آن نمایشگاه بزرگ کتاب در حیاط مدرسه تشکیل می شد و کلاسها جداگانه به دیدن این نمایشگاه می آمدند. نمایندگان کتابخانه، سپس این کتابها را تقسیم بندی و بر اساس کلاسهای دبستان بسته بندی می کردند. و برای اهدا به مدرسه ای در جنوبی ترین نقطه شهر می بردند. تجربه به ما نشان داده بود که نباید کتابها را به مدیر مدرسه تحویل دهیم زیرا خطر محبوس شدن آنها در گنجه دفتر وجود داشت. به همین دلیل شاگردان، خود را آماده می ساختند و پس از پی بردن به تعداد دانش آموزان هر کلاس و با اجرای یک برنامه 15 دقیقه ای در یکایک کلاسها، به هر دانش آموز یک کتاب اهدا می کردند. این برنامه عموما شامل معرفی کتاب، صحبت درباره چگونگی تشکیل کتابخانه کلاس و مدرسه، و راهنمایی کلی درباره مطالعه بود.
فرستادن کتاب به مدارس دور افتاده و به روستاها از طریق دانشجویان دانشگاه ابوریحان که معلم روستا بودند انجام می دادیم. اگر کتاب کم می آمد کتابخانه های شخصی دانش آموزان به ما کمک می کرد. از آنها می خواستیم از کتابهایی که خوانده اند و دوست داشته اند تعدادی را برای ارسال به روستاها اهدا کنند.
برنامه دوم تعاونی ما عموما شامل تهیه بسته های لوازم تحصیلی و بهداشتی بود. دانش آموزان، هر یک تهیه یک بسته را که شامل حوله، صابون، مسواک، خمیر دندان، دفتر، مداد، خودکار و... بود به عهده می گرفتند. همه این مجموعه به یکی از مدارس دور افتاده برده می شد. منظور ما اجرای نقش یک سازمان خیریه نبود بلکه می خواستیم دانش آموزان ما یاد بگیرند آنچه دارند با دیگران تقسیم کنند و انتظار هیچگونه پاداشی هم نداشته باشند. البته گاه از یک روستا نامه ای همراه با گلدوزی کودکانه و کوچکی یا کاردستی ساده ای می رسید. مشاهدات این قطعات که در گنجه ای موزه مانند نگه داری می شد، لمس آنها و دست به دست گرداندن آنها برای دانش آموزان ما مفهوم خاصی داشت.
در این برنامه تعاونی، گاه خانواده ها نیز شرکت می کردند و امکانات وسیعتری در اختیار مدرسه می گذاشتند، بطوری که پس از انقلاب، رفع نواقص تجهیزاتی تعدادی از مدارس تازه ساز را نیز در برنامه گنجاندیم. 
برنامه های کمک به سیلزدگان، زلزله زدگان، قحطی زدگان، در مواقع خود به سرعت سازمان داده می شد و عموما شرکت دانش آموزان در آنها بسیار فعالانه بود.
از کارهای دیگر خارج از مدرسه، ایجاد روابط دوستانه و مداوم  با سازمانهای موجود در محیط و محل بود. در نزدیکی مدرسه دو موسسه خیریه و بیمارستان توانبخشی قرار داشت. موفق شدیم با یکی از این دو موسسه خیریه، که سازمان سرپرستی وزارت دادگستری بود، ارتباط دائم برقرار کنیم. مدیریت این سازمان را خانم گلستان، از نخستین همکاران مدرسه فرهاد، به عهده داشت و در حدود چهل پسر از 5 تا 16 سال را اداره می کرد. تجربیات او در این موسسه یکی از غنی ترین تجربیات تربیتی کشور ماست. زیرا او موفق شد این پسران را در راه رسیدن به شخصیتهای متعادل و مفید و قوی کمک کند. این ارتباط تلاش موسسات دیگر را به شاگردان ما نشان می داد. تربیت انواع مسابقات، شرکت در برنامه های نمایشگاهی و هنری یکدیگر، استفاده از کتابخانه مدرسه هر سال چندین بار انجام می شد و تا زمانی که تناسب سنی شاگردان دبستان اجازه می داد ادامه یافت. خاطرم هست در آخرین مسابقه بسکتبال، قد پسران سازمان چنان بلند شده بود که پسران کلاس پنجم دبستان به هیچوجه از عهده دفاع بر نمی آمدند.
چندین بار نیز به دیدن کودکان معلول بیمارستان رفتیم و سعی کردیم به این همسایگان خردسال خود کمک کنیم. آنچه برای ما اهمیت داشت ایجاد برنامه ای مداوم و منظم بود. تجربه ما در این برنامه نشان داد که وقتی با هم هستیم نیروی لایزالی پیدا می کنیم و راه حل بسیاری از مسائل پیدا می شود. 

سوزان حبیب با ذکر خاطره هایی از مدرسه فرهاد می نویسد:
دانش آموزان مدرسه، عموما دانش آموزان "نخبه"ای نبودند. اکثر آنها در خانواده هایی از طبقه ی متوسط، اغلب تحصیل کرده، و اگر بخواهیم صفتی به آنها بدهیم، "معمولی" بودند؛ برخی باهوش تر، برخی پرتلاش تر، در مقابل برخی پرتحرک و ناآرام و درس خوان و درس نخوان، از همان هایی که در هر مدرسه ای هست. اما در این مدرسه بنا بر این نبود که ضعیف ضعیف بماند و توانا، توانا. قرار بر این بود که توانا توانایی اش را با تلاشی دوجانبه با ضعیف به اشتراک بگذارد. هر دو از نو بیاموزند، با هم بیاموزند. چرا که قدرت در توانمندی های فردی نیست، که هر کس در حیطه هایی تواناست و در حیطه هایی نه. قدرت در توانمندی جمع است. این جمع امروز کلاس است، فردا محل کار، و فردایی دیگر جمعی بزرگ تر. پدران و مادران به جمع مدرسه اعتماد داشتند. صداقت و کوشش توران خانم و محسن خان، معلمان و تک تک کارکنان، ارتباطی که بین مدرسه و اولیاء بود، همه نقش موثری نه تنها در تحصیل  و کسب دانش، بلکه در شکل گیری شخصیت دانش آموزان و حتی به جرات می نویسم، شخصیت خانواده ها داشت. هنوز نمی دانم آیا می توان به نقش "روح زمانه" در این همانگی، اشاره کرد یا نه؟! ولی هرچه بود، هماهنگی، همدلی، همراهی و هم-تلاشی در پندار و گفتار و رفتار نیک بود. همه برای پرورش نسل مفید برای سرزمین.
در مدرسه ی فرهاد، درس های معمول و رایج و از "باید"های نظام آموزشی با معلمانی که شرایط مدرسه را می پذیرفتند و شاید از سوی وزارت آموزش و پرورش به مدرسه معرفی می شدند، تدریس می شد. به این معنی که اغلب معلمان، معلمان به نام و به اصطلاح امروز "نخبه"ای نبودند. معلمانی بودند که اغلب با وقوف به شرایط زندگی ساده ی خانواده ی میرهادی و خمارلو، و با همان حقوق معمول معلمی در مدرسه درس می دادند. در شکل و محتوای این درس ها کاستی ای نبود اما افزوده ها بسیار بود.
در مدرسه به همت محسن خان آزمایشگاه کوچکی در محوطه ی حیاط برپا شده بود؛ آزمایشگاهی با وسایلی که اغلب به کار دروس علوم و دیگر درس ها می آمد. 
آموزش زبان انگلیسی در مدرسه از همان ابتدای راه آغاز می شد و در سال های بعد ادامه می یافت. ساعت های بعدازظهر مدرسه، عموما به دروس کاردستی، موسیقی، کتابخوانی، هنر، انگلیسی و ورزش می گذشت. همه چیز جدی بود، با برنامه بود، ولی در عین حال، لذت بخش. گردش های علمی مدرسه، برای سنین متفاوت، برنامه های جداگانه داشت. از نانوایی و سبزی فروشی محل گرفته تا موزه ها و پارک ها و حتا سینما رفتن های گروهی. چه مسئولیت سنگینی است برای معلم و راننده و هماهنگ کننده. ولی همه، بدون استثنا، از شیرینی این خاطرات می گویند. چون، آموختن خاص دانش آموزان نبود، امری بود جمعی، و آموختن کسب توانایی است و کسب توانایی، شیرین.
به گفته ی یکی دیگر از دانش آموزان پیشین فرهاد، برزین مبشر(استاد دانشگاه آریزونا): "با دانش امروز متوجه می شویم که در مدرسه ی فرهاد فعالیت های مرتبط با هر دو نیم کره ی مغز با هم انجام می شد و این امر در آموزش صحیح ما بسیار مهم بود".
اما آموزش را از پرورش جدا نمی دانند، پس پرورش ذهن کودک چگونه و به چه شیوه هایی بود؟ پاسخ این است که شیوه ها متنوع بود، اما پایه و اساس کار صداقت بود. صداقت، تلاش، نظم، همدلی، پشتیبانی از یکدیگر، مسئولیت پذیری، و بسیار دیگر نکات ریز و درشت را دانش آموزان به حرف نمی شنیدند، یا اگر می شنیدند، بیشتر از آن را به چشم و به عمل، می دیدند.
کتابخانه ای در مرکز مدرسه بود که لقب "قلب مدرسه" را به آن دادن اغراق نیست. از هر جهتی که در حیاط حرکت می کردیم، از جلوی در و پنجره کتابخانه عبوری داشتیم، نگاهی به درون می انداختیم، و در کتابخانه را بسته و درون اش را خالی از دانش آموزان و کتابدار و معلم، به یاد نداریم. کتابخانه با ایده ی اهدای کتاب از سوی دانش آموزان پایه گذاری شد، با اهدای کتاب به کتابخانه و مدارس دیگر، جوانه زد و با راهنمایی های توران خانم، اعلام نیازهای معلمان و مدیریت و خلاقیت خانم ها محبوب نورصالحی، پروین فخاری نیا، و بعدها خانم عنایتی به انواع شکل های مختلف در آموزش مدرسه دخیل بود.
فروغ چنگیزی در جایی از توران خانم نقل قولی می کند: من خواهشم این است که بچه های تان را با بچه های دیگر مقایسه نکنید. هر انسانی یک مورد خاص خودش است. بهتر و بدتر نداریم. بین بچه ها دوستی و همکاری را پرورش بدهیم. اجازه بدهیم از کمک کردن به هم لذت ببرند و در کنار هم باشند و بتوانند در مسائل زندگی و روزمره، در کنار هم باشند. من وقتی که نگاه می کنم به بچه های مدرسه ی فرهاد به خودم می گویم: خدا را شکر کن! تو توانستی محبت را در فکر و ذهن شان بکاری. روز پنج شنبه ی گذشته، از من خواستند که درباره کتابخانه ی آموزشگاهی در نمایشگاه کتاب صحبت کنم. من مطلبی که آن جا گفتم این است که شما فکر می کنید برای کتابخانه مدرسه باید پول داشته باشید؟ و شیرین تولایی در پاسخ نوشته است:
یادم آمد زمانی که توران خانم کتابخانه مدرسه را با کمک خانم نورصالحی سر و سامان می دادند شرط عضویت در کتابخانه هدیه ی کتاب بود. بله کتابخانه ی مدرسه ی ما مثل همه ی کارهای دیگر در مدرسه با کار و تلاش جمعی و شرکت ما بچه ها در امورات مدرسه شکل گرفت.
ساعات کتابخوانی از تاثیرگذارترین ساعات آموزش در مدرسه فرهاد بود. تنوع برنامه ها، تنوع شیوه ی آموزش را به همراه می آورد که با شور و انرژی سنین کودکان دبستانی هم ذات بود. کتابخانه در طول ماه های تابستان در روزها و ساعات مشخصی باز بود و امکان کتاب گرفتن و مطالعه همواره پشتیبانی می شد. خاطره ی شیبا ملک (دبیر ریاضی و فیزیک) از کتابخانه و کتابداری چنین است: کار کردن در کتابخانه پرستیژ بود. در مدرسه، هنگام زنگ تفریح مسئول کتابخانه دوان دوان به سمت کتابخانه می دوید تا کمک خانم نورصالحی باشد. من هم گه گاه انتخاب می شدم و کلی برایم "کلاس داشت!! توران خانم یک صندوق نامه ها گذاشته بود که جایش را در خاطرم نیست و ما اگر پیشنهاد یا حرفی داشتیم، برای شان می نوشتیم. من از آن جا که بسیار شیطنت می کردم گاه کل کلاس با من قهر می کرد و زنگ تفریح سخت تنها می ماندم. در مدرسه فرهاد تنها ماندن در حیاط چندان خوشایند نبود. همه می فهمیدند که با جمعی دوست نیستی! من کی دوبار تلویحا از خانم نورصالحی خواسته بودم مسئول کتابخانه و کمک او باشم، ولی پاسخی نگرفته بودم. بلافاصله نامه ای سوزناک و بدون نام برای توران خانم نوشتم: که من چنین و چنانم! کلی کتابخوانم چرا نباید در کتابخانه کار کنم؟ فردای آن روز خانم نورصالحی با مهربانی مرا به کتابخانه دعوت کرد و گفت: چه بهتر که تو بیایی زنگ تفریح در کنارم باشی. و خلاصه چند زنگ تفریح کتابداری همان و تجدید دوستی ها به بهانه ی امانت دادن کتاب، همان. در همان عالم کودکی برایم جالب بود که در مدرسه ای با حدود سیصد دانش آموز، توران خانم نویسنده ی نامه را شناخته بود.
مدرسه حیاطی داشت که به یقین می نویسم، در خاطر تک تک فرهادی ها نقش بسیار پررنگی دارد. به دلیل ادامه ی آمد و شد به مدرسه در طول تابستان، حیاط و کتابخانه را می دیدیم، اما دیدن حیاط در روز اول ماه مهر، با گل های سلوی سرخ مرتب کاشته شده لابه لای درختان بلند کاج و توت و دیگر درختان، شوقی دیگر داشت. این حیاط تمام آنچه در مدرسه به ما آموخته می شد را شاهد بود: از صبح زود، روی خطوط مورب سبزرنگ کف حیاط صف بستن مان، ورزش و سرود صبحگاهی (اغلب با هدایت محسن خان) و صحبت های توران خانم یا دیگر معلمان، به صف به کلاس رفتن مان؛ پیش و پس از زنگ و در زنگهای تفریح از میله قرمزها و میله های بارفیکس و درخت توت بالا رفتن ها؛ زنگ های ورزش با آقای عسگری؛ بازی های دسته جمعی یا گروهی؛ مسابقات دو، زنگ آرامش بعد از صرف نهار، که بچه ها در آن زمان دل خوشی از آن نداشتند، ولی رعایت آن بسیار ضروری بود و فرصتی دوباره برای به کتابخانه رفتن و سپری کردن زمانی پربار؛ نمایشگاه های مختلفی که در طول سال پربار می شد؛ گردهمایی های مختلف، از جمله گردهمایی ها با فارغ التحصیلان مدرسه در اردیبهشت ماه هر سال، گردآوری کمک به مدارس و کودکان دیگر، از جمله کودکان سیل یا زلزله زده در دوره های مختلف، تا شیطنت های پیش از گردش علمی رفتن ها و بالماسکه های به یادماندنی و بسیار بسیار موارد دیگر، همه در حیاط مدرسه رخ داد و در ذهن ما زنده است. 
کفایت رائین معلم کلاس اول در گفتگو با سوزان حبیب درباره یک روز کاری در مدرسه فرهاد می گوید:
سوزان حبیب: اجازه بدهید یک روز کاری در مدرسه فرهاد را با هم مرور کنیم. در زمان ما کار مدرسه، با سلام و صبح بخیر با مش رمضون و محسن خان و خانم نظیف کار (ناظم دوران ما) و بعد رساندن کیف و کتاب به کلاس و رساندن قابلمه های غذای نهار به "مادران" نازنین مدرسه، کمی بازی و شیطنت با همکلاسی ها و دوستان، با ورزش صبح گاهی و سرود خوانی آغاز می شد. گاهی هم توران خانم با ما صحبت می کرد و پیام هایی را که لازم می دانست با ما در میان می گذاشت. در سال های نخست مدرسه هم همین طور بود؟
کفایت رائین: بله، سرود خوانی و ورزش جمعی در هوای آزاد صبح گاهی و در نتیجه ایجاد انرژی و شادی هم از کارهای مفید توران بود. اوایل توران خود حرکات نرمش و ورزش را آغاز می کرد و سپس جای او را ما معلمان پر کردیم. البته بعدتر روال معمول این شد که محسن خان هدایت ورزش صبح گاهی را به عهده گرفت و برای سرودها هم برنامه ی هفتگی ای تنظیم شد. سرود "ای ایران" یکی از سرودها بود. یکی دیگر جان نثاران بود. و سرودها و آوازهای دیگر که شما سال گذشته با سیمین و توران دوباره آن ها را خواندید و فیلمی هم از آن ساخته بودید که دیدنش خاطره های بسیاری را در ما زنده کرد.
سوزان حبیب: در کلاس ها چه می کردید؟
کفایت رائین: در آن زمان مدرسه کوچک بود و حل مسائل و مشکلات به راحتی امکان پذیر بود. آموزش کلاس ها گام به گام پیش می رفت. در خواندن و نوشتن، آموزش صدا دنبال می شد. با توجه به توضیحاتی که داده می شد کودکان به خوبی صدای حروف را تشخیص می دادند و متوجه می شدند که هر کلمه از چند صدا (حرف) تشکیل شده است. به این طریق نوآموختگان به سادگی دروس را یک به یک یاد می گرفتند و ما هم درک می کردیم که کودکان پای خود را محکم در جای مناسب قرار داده اند. پس از سه ماه اول، با توجه به پیشرفت اولیه، تغییرات آغاز می شد و صوت آموزی تبدیل به نوشتن کلمات به صورت جمله می شد. ابتدا بچه ها جملات ساده و کوتاه مثل "سیب سرخ است" را می نوشتند و پس از آن روز به روز و ماه به ماه قادر به نوشتن جملات طولانی تر می شدند. پر کردن جملات با جای خالی بعضی کلمات و یافتن کلمات مناسب به تجربیات ذهنی آنان کمک بیشتری می نمود.
آموزش علوم بیشتر تجربی بود و از طریق مشاهده، بیان و توضیح کامل، با کمک معلم و دانش آموزان انجام می شد. در آموزش ریاضی نیز به همین گونه، سعی بر این بود که ریاضی و مفاهیم آن بسیار ساده و جالب توجه باشد تا پایه و اصول آن درست پی ریزی شود و آنان را تشویق و ترغیب به آموختن کنیم، راه ها هموار شود و نتیجه ی مطلوب به دست آید.
سوزان حبیب: توران خانم بارها در مصاحبه ها و نوشته های شان گفته و نوشته اند که شما در مدرسه ی فرهاد همراه با بچه ها کتاب درسی کلاس اول را می نوشتید. چرا چنین نیازی را احساس کردید و به ما بگویید چگونه این کار را انجام می دادید؟ چه کاستی یا کاستی هایی در کتاب های آن زمان دیده بودید که نیاز به چنین کاری را احساس می کردید؟ 
کفایت رائین: سوال سختی می پرسید. بعد از پنجاه سال دوری از کار تدریس به یاد آوردن و بازسازی گذشته در ذهن مشکل است. به یاد دارم شخصیت های دارا و سارا در سال های 1330 یا 1332 وارد کتاب های درسی شدند. اما مشکل این بود که در کتاب های سال های تدریس من موضوع خاصی دنبال نمی شد. به این معنی که در کتاب جملات ساده ای برای توانمند شدن کودک در خواندن و نوشتن بود اما این جملات از آن جا که به هم مرتبط نبودند، برای کودک ایجاد ابهام می کردند. به عنوان مثال در صفحه نوشته شده بود: "سار از درخت پرید." و در همان صفحه در خط پایینی نوشته شده بود: "آش سرد شد." و به همین منوال جملاتی بی ارتباط با هم ادامه پیدا می کرد. در نتیجه با الهام از کارهای مرحوم باغچه بان شروع به نوشتن کردیم. کوشش کردیم که محتوای جمله ها به هم مرتبط باشند. برای مثال در درس "حرف پ" جملات را این طور مرتبط کردیم: "پدر آمد. در دست او سبد بود. در سبد انار بود. انار دانه دارد. دانه ها رنگین است. رنگ آن ها قرمز است." و به دنبال این درس کلمه های خوانده شده را مرور می کردیم. کلمات جدید را جزء به جزء تفکیک می کردیم. درس جدید را با کلمات جدید دنبال می کردیم و به این ترتیب روی تمام متن آشنا می شدند. در این قسمت بچه ها با کلمه ی جدید، نوشتن آن و ترکیب صداها آشنا می شدند. اگر لازم بود، درسی از علوم هم داده می شد تا همه ی متن در ذهن دانش آموز جای بگیرد. دیکته کردن یا بخش کردن با پیدا کردن صدای جدید داده می شد. مثلا اناری به کلاس می بردیم، بچه ها انار و دانه هایش را می دیدند، می خوردند و نقاشی می کردند و چه بسا از آب انار به عنوان رنگ در نقاشی شان استفاده می کردند و مجموعه ی این فعالیت ها سبب می شد تا همه ی مطالب در ذهن کودک جا بگیرد. این کارها را برگ برگ به دفتر مدرسه تحویل می دادیم و به این ترتیب کتاب کلاس اول شکل می گرفت. توران همیشه با اشتیاق این روش را پیگیری می کرد.
سوزان حبیب: چقدر هیجان انگیز! کتاب خوانی چطور؟ می دانیم که کتابخانه و کتاب خوانی از نکات شاخص مدرسه بود.
کفایت رائین: کتاب خوانی و قصه گویی با خودمان بود. محسن خان تعدادی قفسه ی کوچک چوبی ساخته بود که در همه ی کلاس ها بود. در این قفسه ها کتاب ها جا داشتند که تعدادشان زیاد هم نبود. برای کلاس اولی ها فقط کتاب های صبحی، آذریزدی و صادق هدایت بود.
سوزان حبیب: صادق هدایت؟ آیا منظورتان صمد بهرنگی است؟
کفایت رائین: نخیر، صادق هدایت. فکر می کنم داستان یا شعری از او در کتاب اشعار فولکلوریک ایران بود که ما در کلاس به صورت شعرخوانی یا تئاتر با بچه ها اجرا می کردیم: "تو که ماه بلند آسمونی، منم ستاره می شم دورتو می گیرم..."
سوزان حبیب: برای باقی کلاس ها چطور؟
کفایت رائین: برای سال دومی ها کتاب بیشتر بود، همین طور مجلاتی مثل کیهان بچه ها. ولی در کل می توانم بگویم اصلا کتابی برای کودکان نداشتیم، اگر هم بود، انگشت شمار بود. توران در نمایشگاه کتاب در سال 1335 یا 1336 در دانشکده ادبیات دانشگاه تهران این موضوع را مطرح کرد. من و توران با هم سه روز سالن را رنگ کردیم. پانل ها را با هم ساختیم. روی یکی از پانل ها یک علامت سوال بزرگ با مقوا چسباندیم، به این معنا که "پس کتاب و ادبیات کودک کجاست؟". پانل های بعدی هم به صبحی یا دیگران اختصاص داشت و همین طور کتاب ها و مجله های خارجی، کتاب های لمسی و نمونه های دیگر کتاب که به نمایش گذاشته شد.
سوزان حبیب: این کتاب های لمسی کتاب های خارجی بودند؟
کفایت رائین: اوایل کتاب های لمسی خارجی بودند و ما آشنایی نداشتیم. ولی بعدها به ترویج توانستیم جای این کتاب ها را پر کنیم. یعنی خودمان ساختیم و به کودکان ارائه دادیم.
سوزان حبیب: در کلاس های کاردستی چه می کردید؟
کفایت رائین: درس کاردستی تلاشی بود برای پرورش خلاقیت و مهارت کودکان. از کارهای ساده آغاز می شد و به تدریج کارها وسعت داده می شدند. گاهی از خود کودکان برای برنامه ی هفته یا هفته های بعد نظرخواهی می شد. در این مدت ابزار کار لازم را مدرسه تهیه می کرد و یا از کودکان و والدین می خواستیم تا ابزار لازم را تهیه کنند. در این بخش خواسته های کودکان بسیار مهم بود و مورد توجه قرار می گرفت. از جذاب ترین نمونه ها آغاز می کردیم تا به مشکل ترین ها برسیم. مثلا بچه ها روزنامه یا کاغذ رنگی را با قیچی می بریدند و با چسب روی کاغذ می چسباندیم. کاردستی های متفاوت و متنوع بسیاری داشتیم. تا جای ممکن ما کمتر دخالت می کردیم. در این بین خود ما چقدر کار یاد گرفتیم، از توران و ذهن خودمان. توران فقط یک نکته می گفت و ما دیگر نمی پرسیدیم و خودمان کار می کردیم، مثلا یاد گرفته بودیم که عدس را هم می شود روی کاغذ چسباند، ریگ را هم.
سوزان حبیب: از گفته های شما این طور برمی آید که در آن زمان هنوز انتخاب معلم برای درس ها تخصصی نشده بود.
کفایت رائین: بله، درس های هنر و نقاشی هم با خودمان بود. از توران خیلی کارها یاد گرفتم. با مداد شمعی و مداد رنگی و گچ پاستل و آب رنگ کارهای متنوعی می کردیم. دو کار نتایج خیلی خوبی به ما می داد. یکی فینگرپینت یا رنگ انگشتی بود که خودمان با نشاسته و رنگ قنادی و کمی پودر تالک می ساختیم و بچه ها با انگشتانشان روی کاغذ نقاشی می کردند، دیگری هم کاری بود که با مداد شمعی و آب رنگی که با رنگ قنادی می ساختیم، انجام می دادیم. هم بچه ها و هم ما از این ها خیلی لذت می بردیم. کاغذ خاص این کار را توران تهیه می کرد. سه پایه های نقاشی را هم محسن خان برایمان ساخته بود.
سوزان حبیب: درس و تمرینات ورزشی هم با شما بود؟
کفایت رائین: ورزش هم همین طور. البته من در این میان به توصیه ی توران در امجدیه دوره دیده بودم. اصول نرمش و ژیمناستیک را خودمان به بچه ها یاد می دادیم. بعد نرده ی تعادل و پرش، کشش و دیگر وسائل لازم را محسن خان می ساخت. جهش یا بازی های گوناگون با توپ، یا معلق زدن را هم به شکل صحیح در امجدیه یاد گرفتم و آنچه را بچه ها نیاز داشتند با ایشان تمرین می کردیم.
سال اول و دوم مدرسه کم کم شکل اصولی به خود می گرفت؛ کتاب خوانی، موسیقی، هنر به دانش آموزان تمام رده های سنی ارائه می شد.
سوزان حبیب: این شیوه ی کار باید برای شما هم آموزنده بوده باشد!؟
کفایت رائین: در طول دوران همکاریم با مدرسه ی فرهاد شاید بتوانم ادعا کنم که تا حدی در همه ی امور کمک و یاری دهنده ی توران بودم. مثل رساندن بچه ها به خانه، که توران خودش همراه با آقای گنجیان بچه ها را صبح ها از خانه می آورد و بعدازظهر هم به خانه می رساند. من هم همین طور، دیغ نداشتم از هیچ کاری و این را از خود توران یاد گرفته بودم.
در این میان، هرچه بیشتر می گذشت، من هم به نوبه ی خودم تجربیات بیشتری به دست می آوردم. آن جا که اشتباهی رخ می داد، خودم را سرزنش می کردم. تمام تلاش و نیرویم را به کار می گرفتم. صدایی در درون با من می گفت: "یواش! مراقب باش، دوباره تکرار نشود!" تا خطا نکنیم، راه درست را یاد نمی گیریم. در خانه کارهای روزم را مرور می کردم و خطاهای خودم را پیدا می کردم و مراقب بودم که دیگر تکرار نکنم.
مدرسه به تدریج رشد خود را ادامه می داد. بچه ها خودشان در این رشد و نمو تدریجی سهیم بودند 
ما طی 25 سالی که در مدرسه فرهاد کار کردیم، سعی کردیم که بچه ها علم را بفهمند، درک کنند، تجربه کنند و آن را به صورت چهار تا جواب به سوال دادن نبینند. در واقع تربیت را به صورت " بر خود مسلط شدن " ببینند و در مرحله بعد "فعال شدن" در جامعه کوچک، یعنی بتوانند اگر مشکلی دارند، راه حل آن را خودشان پیدا کنند و اگر در جامعه ای به نام مدرسه زندگی می کنند، فردی فعال و تاثیرگذار شوند و در مدرسه کمک باشند. این روش خیلی فرق می کند با یک نظام بسته. این نظام بسیار باز بود. الان هم که فکر می کنم، درمی یابم که من در این زمینه خیلی بیشتر از بچه های مدرسه شاگردی کردم و از آنها فراوان آموختم؛ از ابتکارهایشان، از اظهارنظرهایشان و از عکس العمل هایشان در موارد مختلف.
اگر خانواده بتواند این زمینه را در مدرسه پیاده کند و آرام آرام این بندها را چه برای معلم و چه برای نظام مدرسه بشکند و از جامعه کوچک بچه ها، جامعه ای فعال و سازنده به وجود بیاورد، که این از کارهای اساسی انجمن های اولیا و مربیان می تواند باشد، آن وقت مدرسه دیگر نظامی بسته نیست بلکه واحد فعال اجتماعی است که می تواند در بسیاری موارد حرکتی بسیار سازنده داشته باشد. در واقع خانواده ها اگر بتوانند خودشان را برای چنین نگرشی آماده کنند، فکر می کنم تحولی بزرگ در آموزش و پرورش کشور ما به وجود بیاید.
در دبستان ساعتی به نام زنگ کتابخانه داشتیم! این ساعت درسی در دل بسیاری از ما عشق و علاقه به کتابخوانی را کاشت و سبب برقراری ارتباط ما با کتابخانه شد. زنگ کتابخانه بعدازظهرها بود، گاه سرمان را روی میز می گذاشتیم و گوش می کردیم به داستانی که خانم معلم می خواند. در نیمه های داستان کتاب را کنار می گذاشت و می پرسید: "فکر می کنید آخرش چه می شود؟" و این سوال ما را به تخیل وامی داشت! زنگ کتابخانه به پایان می رسید و ما برای امانت گرفتن کتاب صف می کشیدیم و معمولا کتاب را برای مدتی کوتاه امانت می گرفتیم تا نوبت خواندن به همه برسد.
عطر نان و بابونه ی هفت گونه، عناوین کتاب هایی است که به خاطر دارم. حتی یادآوری نام آن ها هم برایم شیرین است. به گمانم برای بابونه ی هفت گونه نقاشی هم کشیدیم. این گونه شد که رقابت کتابخوانی در میان ما از کودکی شکل گرفت. اگر فیلم سینمایی مرتبط با کتابی به نمایش درمی آمد، توران خانم ترجیح می داد که پیش از دیدن فیلم کتاب را بخوانیم و بعد برای دیدن آن فیلم ما را به سینما می بردند. او می گفت که اول فیلم را ببینید دیگر نمی توانید برای داستان در ذهن تان تصویر سازی کنید. فیلم دکتر دولیتل و کارتون والت دیسنی را خوب به خاطر دارم. آن روزها ناگهان یک کتاب در مدرسه پر مشتری می شد. دست به دست شدن کتاب ها و در انتظار نوبت ماندن، فضای کتابخانه را پرهیجان تر می کرد. از میان کتابهای گوناگون، کتاب در جست و جوی فسیل زنده، تو هرگز نخواهی کشت، جاناتان مرغ دریایی و هم چنین کتاب های ژول ورن را به خوبی به یاد دارم.
زمانی که در کتابخانه اعلام شد که نویسنده ی قصه ی باغ مریم به مدرسه می آید، تقریبا همه مان کتاب را خواندیم و در روز موعود کف کتابخانه نشستیم. جای سوزن انداختن نبود. نویسنده ی کتاب را با پرسش هایمان بمباران کردیم!! او هم کم و بیش پاسخ داد ولی از مواجهه با این همه بچه که کتابش را خوانده بودند و سوال داشتند سخت متحیر شد.
روز چهاردهم فروردین، روز تولد هانس کریستیان اندرسن برای ما روز مهمی بود. هر کس یکی از کتاب هایش را که در ایام عید خوانده بود به مدرسه می آورد تا به مدارس محروم شهر تهران اهدا شود. این کتاب ها با کمک بچه ها بسته بندی می شدند و یک روز بعدازظهر نمایندگان منتخب دانش آموزان (که هر سال عوض می شدند) مهمان مدرسه ای محروم می شدند. در آن مدرسه که میزبان بچه ها و کتاب ها بود، هر دانش آموز به کلاسی می رفت و به تک تک بچه ها کتاب هدیه می داد. داستان کوتاه مورد علاقه اش را برای شان می خواند یا تعریف می کرد و به نوعی کتابخانه ی کلاس را برای شان افتتاح می کرد، به همین سادگی! برای ما بچه ها، این که جزو دانش آموزان منتخب روز اهدای کتاب به مدارس باشیم، از بالاترین افتخارات و لذت های دوران مدرسه بود. شاید به خاطر همین تجربه های متنوع، جذاب ترین رویدادهای مدرسه برای من اتفاقات کتابخانه بود. مهمانان کتابخانه هر یک برایم دریچه ای نو به جهان می گشودند، یک روز پسری ژاپنی، یک روز نویسنده ی کتابی که کتابش را خوانده بودیم و با او پرسش و پاسخ داشتیم، گاهی دانش آموزی از آن سوی جهان و گاهی نمایش فیلم در کتابخانه. برگزاری هفته ی کشورهای گوناگون نیز شیرین و هیجان انگیز بود. من آن قدر مشتری کتابخانه بودم که گاهی مربی مهربان کتابخانه برایم از خانه کتاب می آورد، کتاب هایی که در کتابخانه نبودند!
ما از کودکستان در هنر و به ویژه نقاشی، تقریبا از هر قیدی رها بودیم. خاطره ی شیرین من از کودکستان، نقاشی انگشتی است. آلبوم کارهای کودکستانم نشان دهنده ی تنوع فعالیت های نقاشی مان است. همه ی ابزارهای لازم نقاشی در کودکستان بود مانند لیوانی پر از مداد رنگی یا مداد شمعی، یا کاسه ای کوچک پر از نشاسته رنگی برای نقاشی انگشتی و گل و آب برای گل بازی. در آن زمان ما تراشه ی مدادمان را در سطلی جداگانه می ریختیم و با آن ها کلاژ درست می کردیم.
در دبستان، زنگ هنر از جذاب ترین ساعت ها بود. گاهی گروهی و گاهی فردی کار می کردیم. بعضی روزها زنگ هنر به موزه ی ایران باستان می رفتیم، موزه گردی یکی از خاطرات دل نشین دوران کودکی من است. به جز سفالینه های موزه یا طرح کاشی، به خاطر ندارم از روی مدل نقاشی کرده باشیم.
در زنگ هنر جلد کتاب داستان درست می کردیم یا خاطره ای را به تصویر می کشیدیم و هم چنین کار چاپی می کردیم. البته زنگ دیگری هم به نام کاردستی داشتیم و در آن ساعت به مهارت های دستی می پرداختیم مانند خیاطی و گل دوزی، جالب بود که گاهی پسرها هم پا به پای ما خیاطی می کردند. در کلاس کاردستی، کار با اره مویی و نجاری هم داشتیم که با نظارت معلم کاردستی مان انجام می شد.
گاهی نمایشگاه هایی از آثار هنری بچه ها (نقاشی و کلاژ) در گالری های خارج از مدرسه تربیت داده می شد و ما با والدین مان برای بازدید می رفتیم. دیدن نقاشی های مان بر دیوار گالری بزرگ ترها و البته راضی کردن آن ها برای رفتن به نمایشگاه، خیلی لذت بخش بود و تنظیم کردن وقت برای اینکه همزمان با دوست مان آن جا باشیم، خود ماجرایی بود!
بخش دیگر فعالیت های مدرسه ی فرهاد بود. یکی از اهداف آن تربیت گوش و صدا و ارتقای سلیقه موسیقیایی ما از طریق شنیدن سمفونی های مشهور، گوش دادن به داستان آن ها و آشنایی با بزرگان موسیقی بود. جمله ی "سرها روی میز" به خوبی به یادم هست. سرمان را روی میز می گذاشتیم و بخشی از یک قطعه موسیقی را می شنیدیم. معمولا شنیدن نام سمفونی مثلا پاستورال، کنجکاومان می کرد و با اشتیاق داستانش را از زبان معلم جوان مان می شنیدیم. آخرین بخش کلاس موسیقی که خیلی دوستش داشتیم، خواندن سرود بود که بیشتر به حالت کر و همسرایی انجام می شد. نت خوانی و نت نویسی هم بخشی از درس کلاسی بود. بچه ها در این کلاس به دقت رصد می شدند و به برخی از آن ها توصیه می شد که به یادگیری یک ساز، در بیرون از مدرسه بپردازند.
تربیت سلیقه ی فاخر موسیقیایی (به تعبیری)، در بسیاری از ما، یکی از نتایج اثربخش کلاس موسیقی بود، به طوری که بعدها، به هر موسیقی گوش نمی دادیم و هر نوع موسیقی راضی مان نمی کرد.
داستان آموزش هنر در مدرسه ی فرهاد بسیار مفصل است. در سال های آخر دبستان و به ویژه در دوره ی راهنمایی با معلم هایی کارآزموده تر مواجه شدیم، معلمانی که در انتخاب مسیر زندگی تحصیلی شماری از بچه ها بسیار تاثیر گذار بودند. هنوز هم که یاد آنان می کنم، حسی آمیخته با احترام و علاقه در من زنده می شود. روایت اغلب بچه های فرهاد از زنگ هنر که زمینه ساز ایجاد خودباوری و اعتماد به نفس در ما بود، جملاتی است مانند: "ما این کار را می کردیم؛ ما آن خلاقیت را داشتیم؛ ما مجسمه می ساختیم؛ ما نمایشگاه برپا می کردیم."
توران خانم در فصل چهاردهم کتاب "جست و جو در راه ها و روش های تربیت" تحت عنوان سرچشمه ی آفرینندگی، روند یافتن معلم های هنر را توضیح می دهد و از این معلم ها با عنوان "دانشجو-معلمان هنر" یاد می کند. زمانی که این فصل را خواندم متوجه شدم که چقدر پشت چیزهایی که در کلاس های هنر برای ما ساده و روان و در دسترس به نظر می رسید، فکر و حتی چانه و چالش بود.
نمره، رقابت
وقتی که وارد دبیرستان شدم اصطلاحاتی چون "شاگرد اول"، "ارشد کلاس" و "مبصر" برایم عجیب و نامانوس بود. "اول" یعنی چه؟ در کجا؟ مگر مدرسه میدان مسابقه است؟ مگر کلاس اول و آخر دارد؟ "ارشد" و غیر آن دیگر چیست؟ هیچ وقت در مدرسه ی فرهاد از رتبه و معدل در کارنامه خبری نبود. به خاطر ندارم برای معرفی بچه های خوب و موفق کسی سرصف مطرح شود، البته این مانع از آن نمی شد که بفهمیم تحسین یا دیده می شویم. حضورمان مهم بود، فقط جایزه نداشت! مثلا برای تشویق عمل درستی که انجام می دادیم، کاری یا مسئولیتی را به ما می سپردند. همین که برای رفتن سر کلاس کوچک ترها انتخاب می شدیم، همین که چون خوب شعر می خواندیم تشویقمان می کردند که "بیا در مسابقه شعرخوانی شرکت کن!"، همین که برای معرفی کتاب به بچه های محروم شهر تو را انتخاب می کردند یا می توانستی سر زنگ ریاضی به جای حضور کلاس، بروی دفتر مدیر و کمک کنی، نشان می داد که دیده شده ای. البته همچنان برای دل کوچک من جایزه مزه ی دیگری داشت، همان یک کتاب لاغر و کوچک، به ویژه اگر عبارت اول آن با خط توران خانم بود. حتی اگر ده نفر دیگر هم جایزه می گرفتند این سبب خوشحالی من می شد.
ارفاق و روند کردن نمره در مدرسه ی فرهاد راه نداشت. مسلما نمره ی بیشتر ما را شاد می کرد، اما برای نمره ی کم هم ماتم نمی گرفتیم. طیف نمرات خوب از نظر مدرسه 16 تا 20 بود. از طرفی میزان غصه خوردن احتمالی ما به ماده ی درسی بستگی داشت. برای بیشتر ما بچه های هنرمندی که در درس هنر می درخشیدند، محل غبطه بودند. کسی که زبانش خوب بود و در کلاس بالاتری زبان می خواند. کسی که در اغلب مسابقات ورزشی بیشترین امتیاز را می آورد هم، مجالی برای دیده داشت. خلاصه ریاضی و علوم هم درس هایی بودند هم وزن هنر، زبان و ورزش و به خلاف امروز فقط ریاضی و علوم معیار سنجش نبود.
کتابخانه مدرسه ی فرهاد با پنجاه جلد کتاب اهدایی دانش آموزان تشکیل شد و به تدریج توسعه یافت تا آن جا که در سال 1359، تعداد کتاب ها به هشت هزار جلد رسید. در این کتابخانه، علاوه بر کتاب، انواع تصاویر آموزشی، اسلاید، فیلم، روزنامه ی دیواری و... نیز وجود داشت. کتاب دار مدرسه تجارب خود را با خانم میرهادی در میان می گذاشت و این تجارب مورد ارزیابی قرار می گرفت و اصلاح می شد.
در شهریور ماه هر سال، خانم میرهادی همراه با کتاب دار مدرسه برنامه ی سالانه ی کتابخانه را پیش بینی و هدف گذاری می کرد. (برای هفته به هفته، کلاس به کلاس و پایه به پایه) ابتدای سال معلم ها از طریق کتاب دار از کتاب هایی که در زمینه ی دروس گوناگون مانند علوم، علوم اجتماعی و ادبیات وجود داشت مطلع می شدند و با توجه به آن ها برنامه ی درسی خود را غنی تر می کردند و دانش آموزان را نیز به مطالعه ی آن ها تشویق می کردند. علاوه بر کتاب دار، چند معلم کتاب خوانی نیز وجود داشت.
هفته ای یک بار (به مدت دو ساعت) دانش آموزان در بعد از ظهرها، ساعت کتاب خوانی داشتند. معلم های کتاب خوانی سر کلاس می رفتند، برای هر ماه یک نویسنده را انتخاب می کردند و آثار او را برای دانش آموزان می خواندند.
هر سال چند نویسنده، شاعر و تصویرگر برای آشنایی به مدرسه دعوت می شدند. برنامه ها در سالن اصلی و گاهی سر صف اجرا می شدند. این برنامه در معلمان و دانش آموزان انگیزه، شوق و علاقه ی بسیار ایجاد می کرد.
" برنامه منظم عادت دادن همه ی دانش آموزان به مطالعه ... زمینه دیگری برای فعالیت و تجربه بود که پس از چند سال کار منظم و بررسی نتایج سودمند آن به وزارت آموزش و پرورش ارائه شد".
معمولا دانش آموزان به اتفاق معلم خود و به صورت گروهی به کتابخانه می رفتند و کتاب دارها به آن ها در انتخاب کتاب کمک می کردند.
در زنگ انشا نیز، گاهی دانش آموزان کتاب ها را خلاصه می کردند و در کلاس می خواندند. خانم میرهادی نیز بعضی اوقات سر کلاس انشا می نشست و گوش می داد. خود وی نیز سر کلاس ها به دانش آموزان کتاب معرفی می کرد. علاوه بر او معلمان مدرسه نیز کتاب های مناسب را در کلاس به دانش آموزان معرفی می کردند.
به تدریج کتاب و کتاب خوانی بخش عمده ای از فعالیت معلمان و به ویژه دانش آموزان شد و در نهایت 95 درصد دانش آموزان مدرسه ی فرهاد و بیشتر معلمان آن کتاب خوان شدند.
درباره ی فضای شاد مدرسه ی فرهاد مطالب بسیار نوشته شده است، اما خواننده چه تعبیری از "شادی" می تواند داشته باشد، اگر نداند که این شادی با آموختن عجین بوده است؟ اگر از آموختن لذت نبریم، آیا آموختن یا مدرسه رفتن چیزی جز گذر بیهوده ی زمان و روزمرگی خواهد بود؟ اگر آموزش توام با لذت را به دانش آموزان نیاموزیم، توشه ی راه آینده ی آنان چه خواهد بود؟ وقتی که نیازهای دانش آموزان و معلمان درست سنجیده شوند؛ وقتی که دانش آموزان و معلمان آزاد باشند تا نیازهای آموزشی خود را درست به مدیر انتقال دهند؛ وقتی که مدیر هر آنچه در توان دارد برای مدیریت آموزش، و نه ریاست، به کار گیرد؛ وقتی مدیر مدرسه کتابخانه را قلب مدرسه گرداند؛ وقتی که معلم و کتابدار عاشق کتاب و کودک و آموزش و آزمودن باشند و زمینه را برای آموختن مهیا کنند، آیا آموزش چیزی جز لذت بردن خواهد بود؟ آنچه توران میرهادی آن را "هرم معکوس" مدیریت می نامید، و آن گونه عمل می کرد که برای معلم و دانش آموز لذت بخش بود.
یکی از روش هایی که در مدرسه ی فرهاد و کلاس های خانم سیما شالچیان در خاطرمان مانده، شیوه ای است همراه با کار گروهی، نظم، حضور و مطالعه و فیش برداری و مباحثه در کتابخانه، پروراندن توانایی بیان و پاسخ گویی به سوالات در جمع. اما چگونه؟
مثال: یکی از مقاطع تاریخی در درس تاریخ، سلسله ی هخامنشیان بود. عنوان و موضوع کار از جلسه ی قبل در کلاس مطرح می شد و هم زمان داوطلبان مطالعه روی مباحث گوناگون، پیش قدم می شدند. عناوین ریزتر میان داوطلبان تقسیم می شد. عناوینی مانند حدود و مرزهای کشور در دوران سلسله ی هخامنشیان، سرسلسله و جانشینان وی، راه های ارتباطی و چاپارها (پیک های ارتباطی)، جنگ ها، صلح ها، روابط با سایر تمدن ها و اقوام. پس از این مرحله داوطلبان راهی کتابخانه می شدند، کتابخانه ای با کتابداری عاشق چون خانم محبوبه نورصالحی. با راهنمایی ایشان بچه ها موضوعات طرح شده را مطالعه و یادداشت می کردند. فیش ها تهیه می شدند و یافته ها بحث و بررسی و جمع بندی می شدند. مسلما کمی هم کار فردی بود که باید در خانه انجام می شد. هفته ی بعد معلم درس تاریخ را با مقدمه ای درباره ی سلسله ی هخامنشیان آغاز می کرد. بعد داوطلبان یک به یک موضوع مورد مطالعه ی خود را در کلاس ارائه می دادند.
ارائه در کلاس شکل پیچیده ای نداشت؛ بچه ها نتایج مطالعات و مباحث خود را تعریف می کردند. تاکید بر تعریف بود و نه روخوانی. معلم مطالب مطرح شده را جمع بندی و سوالاتی را طرح می کرد تا این بار نه فقط داوطلبان، بلکه تمام کلاس جست و جو گر باشند. به این ترتیب تمام دانش آموزان کلاس درگیر آموختن می شدند. همه در تکاپوی آموختن بودند. این فقط صدای معلم نبود که در کلاس شنیده می شد. صداها، لحن ها، شیوه های بیان با موضوعات گوناگون و با بیان هر دانش آموز تغییر می یافت. این تغییرات به کلاس جان می داد. پرسیدن برای دانش آموزان عادت می شد و کسی از آن پرهیز نمی کرد. این شیوه ی کار برای درس های دیگر نیز به کار می رفت و لذت آموختن و پیشرفت، لذت مشترک بین دانش آموزان و معلمان بود.
درس تاریخ از نگاه ما زندگی رمزآلود اقوام بود. انگار با ماشین زمان به دو هزار و اندی سال قبل می رفتیم و به زندگی چاپارها سرک می کشیدیم.
تصاویر و حکاکی های سربازان خشایارشا بر در و دیوار تخت جمشید پیش چشمان ما زنده می شدند. موبدان و آتشکده ها با آتشی شعله ور، زنده و روشن جلوی چشمان مان جان می گرفتند. نان و ماست و پیاز خوردن یعقوب لیث صفاری بسیار شگفت انگیز بود. مگر می شد با نان و ماست و پیاز خوردن یعقوب لیث صفاری بسیار شگفت انگیز بود. مگر می شد با نان و ماست و پیاز خوردن جان گرفت و جنگید؟! کتاب سوزاندن مغول ها وحشتناک و دور از ذهن بود. این همه وحشیگری؟! تحت تاثیر شخصیت مهربان و وطن دوست کریم خان زند، آبادانی شیراز و باغ ارم، بازار و حمام وکیل، قرار می گرفتیم. با شخصیت اسطوره ای آریوبرزن هم ذات پنداری می کردیم. او فرماندهی شجاع بود که در برابر لشکر اسکندر مقدونی شجاعانه از میهن خویش دفاع کرده بود تا نام او، خواهرش یوتاب و سپاهش در تاریخ به عنوان یکی از چند ایستادگی انگشت شمار در برابر سپاه اسکندر باقی بماند. به او می بالیدیم. با پرواز تیر از چله رها شده آرش، کمان دار برگزیده ی سرزمین فریدون، ما هم انگار به پرواز می آمدیم و هیجان فرود تیر او را با تمام وجود حس می کردیم. هر چه بود، مرز جغرافیایی ایران را آن تیر مشخص می کرد! همه این شخصیت ها برای ما ستودنی بودند و می شد ساعت ها به تخیل درباره ی ویژگی های آن ها نشست و در فرصت های مطالعه ی شخصی زندگی، آنان را مرور کرد و بیشتر آموخت.
درس جغرافیا، سیر و سیاحت در نقشه های رنگی، دروازه ی ورود به تنوع زندگی مردم، شیوه های زیست، آداب و رسوم، خلق و خوی، آب و هوا و مراوده با همسایگان و دیگر ملل جهان بود.
در کتاب جغرافیا، وقتی که به درس آفریقا رسیدیم، مشاهده ی تصویر گردن های بسیار بسیار باریک شده ی زنان یک قبیله، لب های بسیار بسیار اغراق شده ی مردان قبیله ای دیگر، رنگارنگی پوشاک و آرایش سر و صورت دیگری، مواجهه با دنیایی دیگر بود. مطالعه لازم بود تا بفهمیم این انسان ها چرا چنین تغییراتی در ظاهر خود ایجاد می کردند؟ چه نیازهایی ایشان را وادار به چنین حرکاتی می کرد. باز هم کتابخانه پاسخگوی سوالات ما بود. زمانی که به استان های مختلف ایران می رسیدیم یکی از موضوعات تحقیق درباره ی آداب و سنن محلی، اعم از موسیقی، گویش، نوع پوشاک با توجه به دگرگونی آب و هوا و غذاهای محلی بود. شور و شوق دانش آموزان در برگزاری هفته ی استان با پوشیدن لباس محلی و ارائه خوراک و حتی اجرای رقص محلی در قالب نمایش دیدنی بود. برگزاری این مراسم هم برای ما و هم برای خانواده های ما لذت بخش بود، لذتی به یادماندنی همراه با آموزش و شادی.
وقتی که در کتاب جغرافیا به کوچ عشایر و روستانشینی و شهرنشینی می رسیدیم، یکی از کارهای مان ساختن ماکت چادرها یا خانه های روستایی اقلیم های گوناگون بود؛ خانه های گیلان با سقف شیب دار، خانه های کوهستانی و خانه هایی با حیاط مرکزی. چالش و شور و شوق ساخت ماکت خانه ها، تمام خانواده ها را در بر می گرفت. به درخواست توران خانم و تاکید معلم، پدران و مادران نباید در ساخت این ماکت ها به ما کمک می کردند. ولی تاب آوردن در مقابل این خواسته ی توران خانم سخت بود! پس با وجود تذکرها، گاهی پدران و مادران هم با شیطنتی کودکانه در ساختن چادرها و خانه ها پیش قدم می شدند. درست است که تلاش برای برآوردن خواسته ی توران خانم در کار بود، ولی مشارکت در ساخت هم، نوعی کار گروهی، شیطنت، بازی و بازگشت به دوران کودکی محسوب می شد که شاید در نظر کودکان از چشم معلم و توران خانم پنهان می ماند. ولی هنگام ارائه ی کارها برای تشکیل نمایشگاه در مدرسه، کارهایی که نشان از دخالت والدین داشتند، برای نمایش انتخاب نمی شدند. پس معیار فقط ساختن نبود، صداقت شرط بود، توانمند شدن دانش آموز در ابعاد گوناگون، مطالعه، درک مطالب، انتخاب درست مصالح، به کارگیری لامسه و دست و ذهن و دخیل ساختن تمام اینها در امر ساختن بود، یعنی توانایی های کودکان از چند وجه به کار گرفته می شد.
با دانش امروز می دانیم که چند وجهی بودن آموزش در درونی سازی و به یاد ماندن اطلاعات موثر است و آموزشی عجین با شادی، کنجکاوی و شوق بیشتر برای افزودن به اطلاعات کسب شده را به همراه می آورد. آنچه فضای شاد مدرسه ی فرهاد داشت، شادی آموختن نیز بود، آموختن با شیوه های خلاق و متنوع. تلفیق این شیوه ها نه تنها برای دانش آموزان و معلمان کسل کننده نبود، بلکه اشتیاق ایشان را در سال های بعد و بعدتر همچنان روشن نگه می داشت. به این ترتیب ساعت های سپری شده با درس های تاریخ و جغرافیا دیروز و کتاب های تاریخ و جغرافیای امروز هنوز برای ما شیرین و آموزنده اند. آموختن از گذشته را چراغ راه آینده دانستن، با از بر کردن و محفوظات گذرا امکان پذیر نیست. شور و شوقی لازم است تا در فضای مدرسه و میان تمام اعضای تشکیل دهنده ی مدرسه؛ این نوع آموزش انجام پذیرد.
اغلب دانش آموختگان مدرسه ی فرهاد به جغرافیای طبیعی، حفاظت از محیط زیست و حیوانات، پوشش گیاهی و تنوع جانوری توجه ویژه دارند و نهایت تلاش خود را در حفظ و احیای منابع طبیعی کشور خود به کار می برند. کسانی که به گذشته ی میهن خویش نه تنها مباهات می کنند، بلکه برای ساختن آینده ی آن در کنار دیگر هموطنان خویش تلاش می کنند و به یاد دارند که اشتباهات پیشینیان را تکرار نکنند و در راه اعتلای اهداف کشور گام بردارند. آموزش به همراه "شادی و عشق و همکاری" نقشی اساسی در ذهن دانش آموزان مدرسه ی فرهاد دارد، نقشی به زیبایی حکاکی های تخت جمشید، به استواری کوه های فلات ایران و به گستردگی دشت های زیبایش.
سیستم اداره مدرسه فرهاد به صورت هرمی نبود. کسی دستور نمی داد. تصمیمات به صورتی جمعی گرفته می شد و من مجری بودم و می بایستی امکانات اجرای آن تصمیمات را فراهم می کردم. ما در واقع به صورت شورایی اداره می شدیم. شورای مربیان برای مسائل پیش از دبستان تصمیم می گرفت. شورای آموزگاران برای مسائل دبستان و شورای دبیران راجع به مسائل مدرسه راهنمایی تصمیم گیری می کرد. اینها برنامه سالیانه شان را به من می دادند و من می دانستم که فلان کلاس احتیاج به فلان چیز دارد. یعنی معلمان مدرسه فرهاد احساس می کردند که کار مشترک سازنده می کنند و این راضی شان می کرد. خیلی راحت تجربه هایشان را با هم سهیم می شدند و خیالشان هم از لحاظ مدرسه راحت بود. حتی یک گزارش از مدرسه ما به آموزش و پرورش نرفت. یعنی معلم ها می دانستند که رابطه با آموزش و پرورش را من تنظیم می کنم و آن ها به راحتی می توانستند کار خودشان را انجام دهند. احساس می کردند که دائما در حال یادگیری اند و دائما با بچه ها یاد می گرفتند، بچه ها کتاب درسی می نوشتند و مدرسه را اداره می کردند. نهایتا فضایی شده بود که همه ما شاگرد بودیم.